# William Charles Wells
William Charles Wells, född den 24 maj 1757 i Charleston, South Carolina, död den 18 september 1817 i London, var en skotsk läkare. 
Wells var praktiserande läkare i London från 1785. Han utgav i London 1814 en avhandling om dagg och flera närbesläktade företeelser (An essay on dew, and several appearances connected with it; 2:a upplagan 1815), vari en på noggranna iakttagelser och rön grundad riktig teori för dessa dittills orätt tolkade företeelser framställdes. Wells teori har blivit fullständigt bekräftad genom senare forskares (särskilt Mellonis) arbeten. Före Wells ansåg fysikerna antingen, att daggen faller som ett fint regn ur luften (en åsikt, som uttalades redan av Aristoteles och som funnit sitt uttryck i det ännu allmänna talesättet "daggen faller") eller att den uppstiger ur jorden eller att daggbildningen på ett föremål framkallas av elektrisk laddning hos detsamma. Wells vederlägger genom sina försök steg för steg alla dessa åsikter och visar, att daggbildning på ett föremål beror på, att detta genom värmeutstrålning mot den kalla rymden vid klar himmel nattetid avkyles till eller under den omgivande luftens daggpunkt, som stundom ligger flera grader under luftens temperatur. Att olika ämnen, som på likadant sätt utsätts för natthimlen, likväl i olika mån bekläds av dagg, visar han bero på dessa ämnens olika avkylning till följd av olika strålnings- och ledningsförmåga. Vidare visar han, att även luften avkyls genom värmeutstrålning, ehuru vida mindre hastigt än fasta och flytande kroppar. Han vederlägger den på hans tid gängse åsikten, att daggen avkyler de daggiga föremålen, och bevisar, att den tvärtom genom det frigjorda "latenta värmet" fördröjer och förminskar avkylningen. Han visar också, att nattfrost med åtföljande bildning av rimfrost och is beror på den nattliga utstrålningen, och förklarar förloppet 
vid en i Bengalen bruklig metod att tillverka is genom att utsätta vatten i flata lertallrikar på en halmbädd för natthimlens inverkan. Denna sinnrika metod för istillverkning, som synes ha varit känd bland hinduerna sedan långt tillbaka, är märkvärdig därför, att nattfrost aldrig förekommer i Bengalen. Wells visar, att frysningen beror på 
vattnets starka värmeutstrålning samt lertallrikarnas och halmens ringa värmeledningsförmåga. Före Wells trodde man, att den starka avkylningen berodde på vattnets avdunstning, varigenom värme skulle bindas. Wells visade, att ingen avdunstning under frysningen förekommer, utan tvärtom dagg- och rimfrostbildning, som fördröjer den genom värmeutstrålning förorsakade avkylningen. Han tilldelades Rumfordmedaljen 1814.